# Крушово (област Бургас)
Вижте пояснителната страница за други значения на Крушово.
Кру̀шово е село в Югоизточна България, община Карнобат, област Бургас.

## География
Село Крушово се намира на около 34 km западно от центъра на областния град Бургас, около 13 km юг-югоизточно от общинския център Карнобат и около 24 km югозападно от град Айтос. Разположено е в Бургаската низина, на полегат склон с общ наклон на юг. Надморската височина в центъра на селото при църквата е около 160 m, на север нараства до около 180 – 190 m, а на юг намалява до около 150 m.
През Крушово минава третокласният републикански път III-5391, който води на северозапад през село Детелина към Карнобат, а на югоизток – през село Аспарухово до село Трояново и връзка там с третокласния републикански път III-539 (Средец – Айтос).
Землището на село Крушово граничи със землищата на: село Детелина на запад и север; село Хаджиите на север; село Трояново на изток; село Аспарухово на югоизток; село Сърнево на юг; село Черково на юг.
В землището на Крушово има три микроязовира (поземлени имоти с кадастрални идентификатори: 40230.19.80 – частично; 40230.10.34 и 40230.30.119; по данни към 27 септември 2022 г.).

## История
След Руско-турската война 1877 – 1878 г., по Берлинския договор 1878 г. селото остава в Източна Румелия; присъединено е към България след Съединението през 1885 г.
При преброяването през 1893 г. селото – тогава Тараш-кьой – е имало 66 сгради и 520 жители.
При преброяването през 1900 г. селото с предишно наименование Тараш-кьой е записано след преименуване като „Крушово (бивше Тараш-кьой)“.
Основната част от родовете в село Крушово (на по-стари карти и документи изписвано Крушево) са преселници след 1878 г. от друго село Крушево, което до 1913 г. е в Османската империя, вилает Одрин, Димотишка каза, а по-късно е в Гърция (на около 5 km югоизточно от село Мандрица, Ивайловградско) с име „Кορυμβος“ (Коримвос), община Софлу, окръг Еврос, западно от Димотика. Други родове след Освобождението идват от Тревненско, има и малко македонци – шопи.
Големи родове между преселниците от старото Крушево са били Мавреви, Чакърови, Граматикови, Сиромахови, Будурови, Карабаджакови, Кашмерови. Имало е преселници и след Първата световна война, т.нар. маджури – преселници от Беломорието, оформили горната махала.
Първи кмет след 1878 г. е бил Георги Маврев. През неговото кметуване се построява църквата „Свети Архангел Михаил“, която, съградена в стил псевдобазилика, е сред архитектурните забележителности на селото.
През 1927 г. е основана кредитна кооперация „Взаимопомощ“, ръководена от управителен съвет. Оперативен счетоводител е бил Маври Иванов Маврев, по-късно директор.
По време на Втората световна война на 13 декември 1943 г. в селото при сражение между група от Карнобатския партизански отряд и полицията загиват политкомисарят на отряда Ганчо Хардалов и Петър Пенчев от Карнобат, Стефана Чамурова от Сливен и ятакът от село Крушево Христо Ангелов.
Училище в селото е открито през 1886 г. През 1893 г. е построена първата училищна сграда, а през 1928 г. е построено ново училище.
Кмет и първи председател на ТКЗС в селото от 1944 до 1946 г. е Андрей Маргаритов (роден на 15 февруари 1915 г. в Крушово, починал на 30 май 2006 г. в София).
През 1999 г. кметство Крушово е закрито. Изпълнителната власт в селото към 2022 г. се упражнява от кметски наместник.

## Население
Населението на село Крушово наброява 1035 души при преброяването към 1934 г. и 1105 към 1946 г., намалява до 348 към 1985 г. и 97 (по текущата демографска статистика за населението) към 2021 г.

### Етнически състав
Преброяване на населението през 2011 г.
Численост и дял на етническите групи според преброяването на населението през 2011 г.:
|                     | Численост |
| Общо                | 124       |
| Българи             | 121       |
| Турци               | -         |
| Цигани              | -         |
| Други               | -         |
| Не се самоопределят | -         |
| Неотговорили        | 0.2       |

## Галерия
- Паметна плоча на загиналите през Балканските и Първата световна война
- Паметна плоча на загиналите през Втората световна война
- Църква „Св. Архангел Михаил“ в село Крушево – Карнобатско
- Училището
- Сграда на кооперацията
- Читалището
- Паркче пред кметството в Крушево

## Забележителности
В Крушево след преселването живеят роднини на майката (Малта Цонева) на бележития български актьор Коста Цонев, у които той живее за кратко по време на бомбардировките на София през Втората световна война и организира за селските деца детски театър. Своите преживявания в Крушево актьорът описва в автобиографичната си книга.